# Copa Alagoas de Futebol
A Copa Alagoas é um torneio organizado pela Federação Alagoana de Futebol.
Seu campeão se classifica diretamente ao Campeonato Brasileiro - Série D do ano seguinte.

## História
A Copa Alagoas foi criada em 2005 para denominar o segundo turno do campeonato estadual. 

Em sua primeira edição, foi disputada por 9 dos 10 clubes do Alagoano daquele ano e conquistada pelo Coruripe.
Já em 2006 contou com 8 clubes.
Em 2007 foi disputada pelos 6 times classificados no primeiro turno e pela primeira vez em pontos corridos.
A Copa Alagoas voltou a ser disputada após a reformulação do Alagoano para a edição de 2014 e passou a ser a primeira fase do campeonato estadual. A competição contava com 8 dos 10 times que participavam do Campeonato Alagoano de Futebol entre janeiro e março. Os dois clubes que representavam Alagoas no Copa do Nordeste, que ocorre paralelamente a Copa Alagoas, entraram na disputa do estadual apenas na Copa Maceió.

Em 2015, devido a desistência do Sport Atalaia, a competição contou apenas com 7 times mas não houve mudança no regulamento.
De 2016 a 2019 a competição não foi disputada, sendo retomada apenas em 2020. Desta vez, tornou-se um torneio separado do Estadual e o campeão ganha uma vaga para a Campeonato Brasileiro - Série D do ano seguinte. Participam do torneio todos os clubes da Primeira Divisão do Campeonato Alagoano, excetuando-se o CSA e o CRB que já possuem divisão nacional, além de estarem na disputa da Copa do Nordeste que ocorre simultaneamente à disputa da Copa Alagoas. A competição é disputada em duas fases: a Primeira Fase e a Fase Final. Na Primeira Fase, os clubes jogam entre si em sistema de ida, perfazendo um total de 5 jogos para cada. Ao final da Primeira Fase, os clubes classificados nos dois primeiros lugares estarão classificados para a Fase Final.